# Perdita albiventris
Perdita albiventris är en biart som beskrevs av Timberlake 1964. Perdita albiventris ingår i släktet Perdita och familjen grävbin. Inga underarter finns listade i Catalogue of Life.